# Saint-Rome-de-Tarn
Saint-Rome-de-Tarn è un comune francese di 864 abitanti situato nel dipartimento dell'Aveyron nella regione dell'Occitania.

## Società

### Evoluzione demografica
Abitanti censiti